# Nine (musikalbum)
Nine är Fairport Conventions nionde album, utgivet 1973. Det är den andra skivan med den sättning av bandet som spelade in Rosie. Av skivans spår har "The Hexamshire Lass" och "Polly on the Shore" dykt upp i senare sättningars live-repertoar. "Polly on the Shore" nyinspelades på Sense of Occasion 2007.

## Låtlista
1. "The Hexhamshire Lass" (trad) - 2:31
2. "Polly on the Shore" (Pegg/trad) - 4:56
3. "The Brilliancy Medley/Cherokee Shuffle" (trad) - 3:56
4. "To Althea from Prison" (Lovelace/Swarbrick) - 5:10
5. "Tokyo" (Donahue) - 2:52
6. "Bring 'Em Down" (Lucas) - 5:59
7. "Big William" (Lucas) - 3:25
8. "Pleasure and Pain" (Lucas/Swarbrick) - 5:03
9. "Possibly Parsons Green" (Lucas/Roche) - 4:42

## Medverkande
- Jerry Donahue - gitarr
- Trevor Lucas - gitarr, sång
- Dave Mattacks - trummor, keyboards, bas
- Dave Pegg - bas, mandolin, sång
- Dave Swarbrick - fiol, mandolin, sång.